# فيل الباستيل
فيل الباستيل هو كان نصب تذكاري موجود في مدينة باريس في الفترة بيت 1813 و1846،تم تصميم هذا التمثال الضخم في الأصل من قبل نابليون بونابرت في 1808 وكان من المفترض أن يصنع من البرونز ووضعه في ساحة الباستيل لكن ما تم بنائه هو نموذج أولي مصنوع من القصارة.بارتفاع 24 متر أصبح النموذج علامة مميزة وخلده فكتور هوغو في روايته البؤساء لعام 1862 حيث استخدمه غافروش كمأوى له.تم بنائه في موقع سجن الباستيل على الرغم من أن جزءًا من المبنى الأصلي لا يزال قائماً فقد تم استبدال الفيل نفسه بعد بضع سنوات بعمود يوليو (1835-40) الذي تم تشييده في نفس المكان.
بدأ السكان القريبون في الشكوى من أن الفئران كانت تسكن الفيل وتبحث عن الطعام في منازلهم؛ومن أواخر عشرينيات القرن التاسع عشر،تم تقديم التماس للهدم.لم تتم إزالة نموذج الفيل حتى عام 1846 وفي ذلك الوقت كان قد أظهر تآكلًا كبيرًا.